# Isabel Arends
Isabel Arends (1966) is een Nederlands chemicus, gespecialiseerd in de biokatalyse en duurzame organische chemie. Zij is als hoogleraar verbonden aan de Universiteit Utrecht, waar ze daarnaast decaan is van de faculteit Bètawetenschappen.

## Opleiding
Arends studeerde fysische organische chemie aan de Universiteit Leiden. In 1993 promoveerde zij daar op het proefschrift Thermolysis of arene derivatives with coal-type hydrogen donors. Vervolgens was ze een jaar als postdoc werkzaam op het Steacie Institute of Molecular Sciences in Ottawa, Canada, dat zij in 1995 verruilde voor de TU Delft.

## Academische carrière
Arends heeft zich gespecialiseerd in milieuvriendelijke chemie, waarbij bijvoorbeeld enzymen worden gebruikt voor katalyse en het gebruik van toxische oplosstoffen zoveel mogelijk wordt vermeden. Sinds 2007 is Arends hoogleraar; eerst bekleedde zij de leerstoel Biokatalyse en Organische Chemie aan de TU Delft — waar ze vanaf 2013 voorzitter was van de afdeling Biotechnologie van de faculteit Technische Natuurwetenschappen — en vervolgens de leerstoel Sustainable Organic Chemistry (Duurzame Organische Chemie) aan de Universiteit Utrecht. Arends richtte tevens het TU Delft Bioengineering Institute op. Sinds 2017 is zij lid van de KNAW. Daarnaast is zij lid de  Koninklijke Hollandsche Maatschappij der Wetenschappen (KHMW). Verder is Arends vicevoorzitter van NWO Toegepaste en Technische Wetenschappen en onbezoldigd lid van diverse raden van toezicht bij onderzoekscentra.
Sinds 1 juli 2018 is ze decaan van de faculteit Bètawetenschappen van de Universiteit Utrecht.

## Onderscheidingen
- Op 30 januari 2018 is Arends benoemd tot Officier in de Orde van Oranje-Nassau.[5]
- Op 16 oktober 2020 werd Arends benoemd tot doctor honoris causa (een eredoctoraat) in Technologies and sustainable development aan de Université catholique de Louvain.[6]